# Монтилья де Медина, Кандида
Кандида Монтилья де Медина (исп. Cándida Montilla de Medina; род. 3 октября 1962, Санто-Доминго) — супруга 53-го президента Доминиканской Республики Данило Медины, первая леди (2012—2020).

## Биография
Родилась 3 октября 1962 года в Санто-Доминго, Доминиканская Республика.
Окончила Католический университет Санто-Доминго, где получила степень в области психологии. Она также прошла обучение в области менеджмента в Филадельфии, штат Пенсильвания. 
После окончания обучения она работала преподавателем, а также проводила частные семинары. С 2004 года она занимала должность директора Департамента развития человеческого потенциала и семейной интеграции Центрального банка Доминиканской Республики. 16 августа 2012 года она покинула свой пост из-за того, что её супруг Данило Медина был избран президентом Доминиканской Республики, а она стала первой леди страны. Во время президентской кампании своего супруга она возглавляла организацию «Mujeres Creciendo con Danilo», которая выступала в поддержку кандидатуры Медины и «Доминиканской партии освобождения».